# Bratski (Novoberezanski)
Bratski - Братский (rus) és un possiólok que pertany al possiólok de Novoberezanski (krai de Krasnodar, Rússia). Es troba a les terres baixes de Kuban-Azov, al sud del riu Beissug. És a 23 km al nord de Korenovsk i a 81 km al nord-est de Krasnodar.